# Łobżenica
Łobżenica is een stad in het Poolse woiwodschap Groot-Polen, gelegen in de powiat Pilski. De oppervlakte bedraagt 3,25 km², het inwonertal 3211 (2005).